# Haplohyphes
Haplohyphes is een geslacht van haften (Ephemeroptera) uit de familie Leptohyphidae.

## Soorten
Het geslacht Haplohyphes omvat de volgende soorten:
- Haplohyphes aquilonius
- Haplohyphes baritu
- Haplohyphes dominguezi
- Haplohyphes huallaga
- Haplohyphes mithras
- Haplohyphes yanahuisca